# Батрадз
Батрадз — один из главных персонажей в осетинском нартском эпосе, дух грозы, сын Хамыца и девушки из рода Бицента, который принадлежал владыке водного царства Донбеттыру. Батрадз называется в эпосе стальным, неуязвимым.

## Мифология
Батрадз родился из спины своего отца Хамыца, выскочив оттуда раскалённым, как огонь. Батрадз не жил на земле, он обитал либо у матери в море, либо на небе, у закалившего его кузнеца Курдалагона. Он появлялся на земле только для того, чтобы совершить подвиг, и каждое его появление сопровождалось громом, молниями и вихрем. Батрадз намного превосходил нартов по силе и отваге, и приходил к ним на помощь по первому их зову. Дыхание его настолько сильно, что, решив однажды поиздеваться над нартами, он вдруг чихнул, и «поднялся такой ураган, что несчастных нартов разнесло по всем краям земли, убивая одних и калеча других».
Когда Батрадз участвовал в нартовских пирах, то волшебная чаша Уацамонга, выявляющая правдивых рассказчиков и указывающая нартовского героя, сразу же поднималась к его губам.
Юный Батрадз, узнав о смерти своего отца, пожелал отомстить убийцам. Однажды он подошёл к своей мачехе, взял у неё железную жаровню, раскалил на огне и поднёс ко груди женщины: «Если ты не раскроешь мне тайну смерти моего отца, я приложу к твоей груди жаровню». По другой версии, Батрадз попросил свою мачеху приготовить ему воздушную кукурузу и, когда женщина взяла жаровню с огня, чтобы поставить на стол, Батрадз схватил её за кисти рук и сжал их, не давая отпустить жаровню. Только после того, как мачеха открыла ему тайну, он отпустил её.
Батрадз погиб в борьбе с небожителями, отомстив за смерть своего отца Хамыца нартам и небесным божествам. После его смерти на месте, куда упали три слезы Бога, пролитые им из-за скорби по Батрадзу, возникли три осетинских святилища — Реком, Таранджелоз и Мыкалгабырта.

## Источник
- Как Батрадз закалил себя. — Орджоникидзе: Ир, 1977. — 200 000 экз.
- Нарт Батрадз. — Владикавказ: Ир, 1993. — 124 с. — ISBN 5-7534-0717-X.
- Дзадзиев А. Б., Дзуцев Х. В., Караев С. М. Этнография и мифология осетин. Краткий словарь. — Владикавказ, 1994. — С. 36—37. — ISBN 5-7534-0537-1.
- Дюмезиль Ж. Осетинский эпос и мифология. Владикавказ: Наука, 2001.